# Realisme (literatuur)
Het realisme is een literaire stroming die poogt de werkelijkheid zo authentiek mogelijk weer te geven. Deze stroming kwam in de 19e eeuw op als tegenreactie op de romantiek, waarin het idealiseren van de subjectieve beleving centraal stond.

## Achtergrond
Het realisme werd in de 19e eeuw een invloedrijke en maatschappijkritische stroming op allerlei kunstzinnige gebieden. Het bloeide op literair vlak vooral tussen 1830 en 1870, het eerst in Frankrijk met schrijvers als Louis Edmond Duranty en Jules Fleury, van waaruit het realisme zich naar omringende landen verspreidde. Het waaide ook over naar Nederland en België, al was daar in eerste instantie enkel sprake van een "gematigd" realisme; men schrijft weliswaar naar het echte leven, maar tegelijkertijd blijft de meer traditionele hang naar idealisering bestaan. Dit soort verhalen kent in het algemeen een positief uiteinde en de personages komen op den duur tot het juiste inzicht. De verhalen bevatten een duidelijke levensles en vertonen soms nog romantische, vaak ook biedermeierachtige kenmerken. Een voorbeeld van een Nederlandstalige roman uit deze categorie is Jeannette en Juanito (1877) van Jan ten Brink. Ook het werk van Piet Paaltjens wordt veelal als een voorbeeld van "gematigd realistisch proza" beschouwd. In de Vlaamse literatuur vallen in dit verband bijvoorbeeld de novellen van de zussen Virginie en Rosalie Loveling te noemen.
De bloeiperiode van het literair realisme valt min of meer samen met de verspreiding van de destijds geheel nieuwe techniek van het fotograferen. Een belangrijk gemeenschappelijk element tussen beide is het zogeheten werkelijkheidseffect.
Veel realistische schrijvers waren tevens marxist. In hun literatuur worden mensen uit alle lagen van de maatschappij weergegeven. De hogere klassen of gerespecteerde archetypen (die voorheen het onderwerp van veel literatuur waren) werden nu vanuit een alledaags perspectief beschreven.

## Kenmerken
- De schrijver probeert een volstrekte objectiviteit en realistische weergave te bereiken aan de hand van documentatie en onderzoek. Hij baseert zich vaak op een echte gebeurtenis.
- De schrijver wil de lezer overtuigen.
- Het verhaal speelt zich in het hier en nu af (in tegenstelling tot de historische roman).
- De schrijver probeert zich in het personage in te leven om een zo realistisch mogelijk beeld ervan te geven.

## Uitvloeisels
In de loop van de 19e eeuw kwam vanuit Frankrijk in de literatuur het naturalisme op, dat wordt gezien als een pessimistischer gestemde herformulering van het realisme. De romans aan het begin van de 20e eeuw worden weer wel tot het realisme gerekend. Ze zijn vooral een tegenreactie op het naturalisme: nog steeds naar het leven getekend, maar er komt een minder pessimistisch mensbeeld naar voren en ook de afloop is vaak positiever dan bij naturalistische romans. Zaken als het gezinsleven en familiebanden komen nu centraal te staan. Bekende Nederlandstalige schrijvers in dit verband zijn: Herman Robbers, Johan de Meester, Margo Scharten-Antink, Ina Boudier-Bakker en Top Naeff.

## Wetenschappelijke analyse
In de wetenschapsfilosofie wordt deze waarheidsgetrouwe manier van romans schrijven als een vorm van empirisme gezien, wegens de seculiere en rationele aspecten. Dit wordt onder meer beschreven door Ian Watt in diens werk The Rise of the Novel (1957), waarin hij de roman omschrijft als een "volledig en authentiek verslag van de menselijke ervaring" en het belang benadrukt van de individualiteit van elk der personages in het verhaal, evenals het belang van een nauwkeurige omschrijving van de tijd en plaats van de beschreven handelingen. Later trok Pam Morris in zijn boek Realism (2003) een rechtstreekse parallel met het eigentijdse wetenschappelijke denken.

## Realistische schrijvers
- Honoré de Balzac
- Charles Dickens
- Fjodor Dostojevski
- Gustave Flaubert
- Theodor Fontane
- Nikolaj Gogol
- Hildebrand
- Gottfried Keller
- Johannes Kneppelhout
- Gerrit van de Linde Janszoon
- Virginie Loveling
- Conrad Ferdinand Meyer
- Stendhal
- Theodor Storm
- Ivan Toergenjev
- Lev Tolstoj
- Anton Tsjechov
- Mark Twain